# Kevin Meyer
Kevin Gerald Meyer (nascido em 9 de maio de 1956 em Beatrice, Nebraska) é um político americano e o atual vice-governador do estado americano do Alasca, servindo desde 2018. Ele era um membro republicano do Senado do Alasca de 20 de janeiro de 2009 a 3 de dezembro de 2018, representando o Distrito M.